# أنتونوف أن-30
أنتونوف إيه إن -30 (بالإنجليزية: Antonov An-30)‏ هي طائرة بمحركين، صممت لرسم الخرائط الجوية، أنتجت في 1971 بالاتحاد السوفيتي. من صناعة أنتونوف. كان أول طيران لها في 21 أغسطس 1967. دخلت الخدمة في 1968، صنع منها 123 طائرة.

## المستخدمون
- القوات الجوية الرومانية
- القوات الجوية البلغارية